# Oceanië (1984)

Oceanië is roze gekleurd, Eurazië is oranje en Oost-Azië is groen, het betwiste gebied bevindt zich tussen de stippellijnen

Oceanië is een imaginaire staat in het boek 1984 van George Orwell. Het is een beroemde dystopie van de westerse wereld anno 1984, waarin de enkeling ten onder gaat in een volkomen kansloze strijd tegen een totalitair bewind.

Beroemd is de uitspraak 'Big brother is watching you', wat slaat op de nooit geziene, maar almachtige leider van het totalitaire bewind in Oceanië, waar de hoofdpersoon van het boek Winston Smith leefde. Het boek speelt zich geheel af in Oceanië en voornamelijk in Londen, de hoofdstad van Luchtstrook 1 van Oceanië.

Sociale piramide

Het totalitaire bewind, INGSOC, wordt uitgeoefend door de Partij. Hierdoor is de bevolking verdeeld in drie groepen, die samen een "piramide" vormen. De top van deze piramide wordt gevormd door de Kernpartij. De leden hiervan vormen misschien hooguit 2% van de bevolking en houden zich bezig met hogere administratie en bestuursfuncties. Ze kunnen zich een leven van relatieve luxe veroorloven. Kernpartijleden worden gerekruteerd uit de beste en politiek zuiverste kinderen door middel van een selectieprocedure. Daaronder staat de Randpartij, waartoe ook Winston Smith behoort. Deze omvat misschien 13% van de mensen en doet het lagere administratieve werk. Zij hebben wellicht iets meer luxe dan de 'proles', maar staan ook aan strengere controle bloot. De rest van de bevolking, de 'proles', verricht de eenvoudigste werkzaamheden en staat 'slechts' marginaal aan controle bloot. Toch is de zogenaamde Denkpolitie die de politieke correctheid van mensen controleert overal, ook onder de proles.
Er bestaan vier belangrijke ministeries. Het Ministerie van Vrede houdt zich bezig met oorlogsvoering. Het Ministerie van Welvaart distribueert hulpbronnen zodat het levensniveau laag wordt gehouden om de oorlog te steunen. Het Ministerie van Waarheid zorgt via geschiedvervalsing dat de mensen vals worden voorgelicht. En het Ministerie van Liefde houdt zich bezig met censuur en onderdrukking. Het Ministerie van Liefde boezemt de meeste vrees in: een raamloos hoog betonnen gebouw, met onder de grond waarschijnlijk even veel verdiepingen als erboven, waar dissidenten worden vastgehouden. De meest gevreesde kamer is Kamer 101, waar zich altijd iemands grootste angst bevindt.

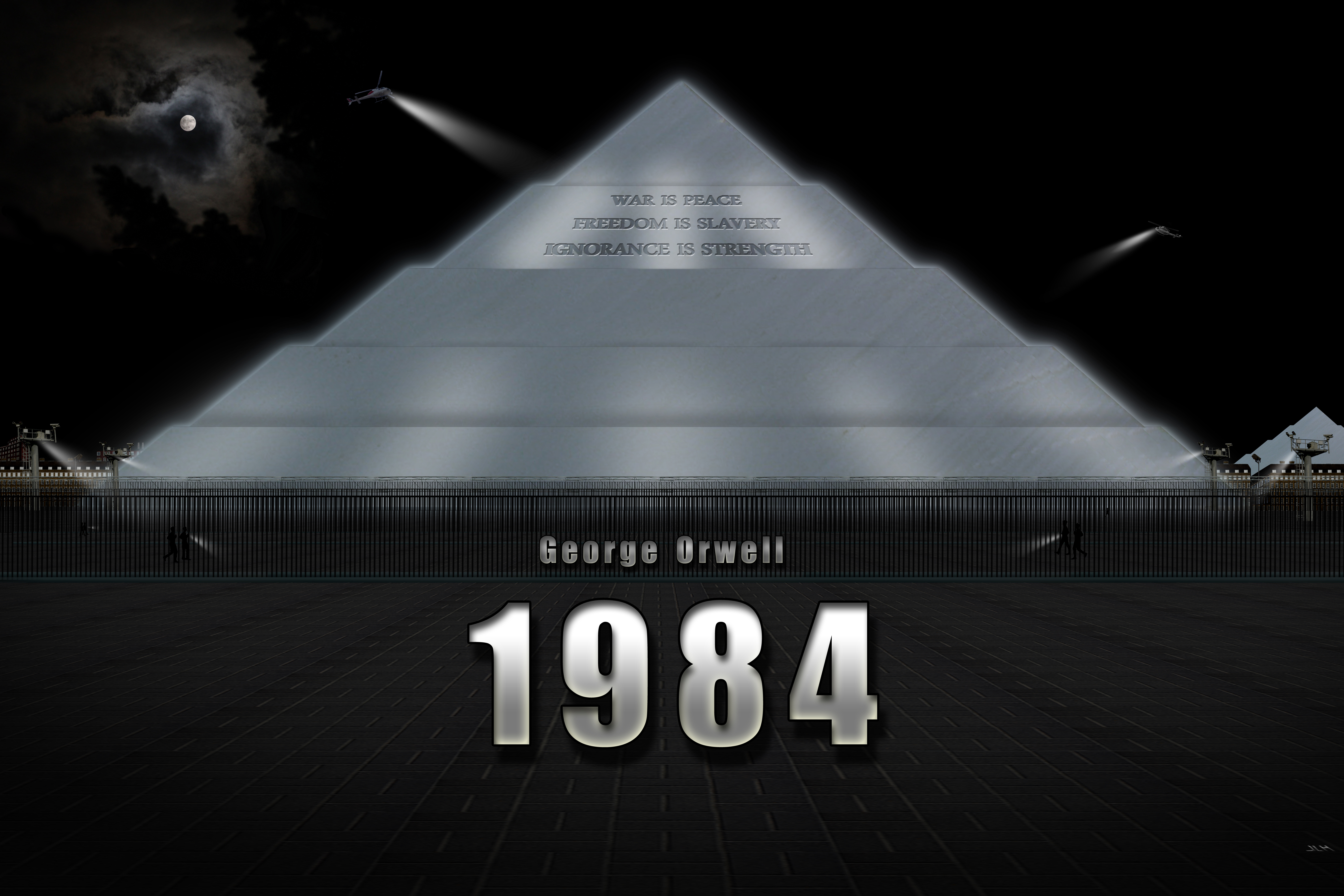
Ministerie van Waarheid

Winston Smith werkt zelf voor het Ministerie van Waarheid, en houdt zich bezig met het herschrijven van krantenberichten om aan te tonen dat de Partij het altijd bij het rechte eind heeft. Hiernaast houdt dit ministerie zich bezig met de ontwikkeling van Nieuwspraak, en heeft het een monopolie op de productie van drukwerk voor de proles. Dit drukwerk bevat meestal luchtige of zelfs pornografische verhalen en wordt gegenereerd met speciale apparatuur. De proles kopen het gretig, niet beseffend dat ze op deze wijze dom gehouden worden. Verder organiseert het ministerie de Loterij, waar bijna alle proles aan meedoen. Lagere prijzen worden uitgekeerd, maar de hogere vallen steevast op fictieve personen in andere provincies. Omdat er weinig contact is tussen de delen van Oceanië, is dit niet controleerbaar, en kunnen op deze wijze via de Loterij de proles ongestraft worden opgelicht en dom gehouden.
Oceanië beslaat Amerika, de Britse Eilanden, Zuidelijk Afrika en Australië. Het is altijd in oorlog met Eurazië (Europa en de voormalige USSR) of Oost-Azië (ruwweg China en omstreken). Wanneer Oceanië in oorlog is met Eurazië, zijn zij bondgenoten met Oost-Azië en omgekeerd. Wanneer dit gebeurt wordt de gehele geschiedenis herschreven in het Ministerie van Waarheid, zodat het lijkt alsof er altijd oorlog is geweest met bijvoorbeeld Eurazië en dat Oost-Azië altijd de bondgenoot van Oceanië was geweest. De staten zijn na de Tweede Wereldoorlog ontstaan, toen de USSR continentaal Europa opslokte en de VS hetzelfde deed met Australië, Groot-Brittannië, Canada en Zuid-Amerika. Oost-Azië ontstond pas later, vermoedelijk uit de Volksrepubliek China. Sindsdien zijn de staten continu in oorlog. Winston Smith ziet slechts een keer buitenlanders: een groep krijgsgevangenen uit Eurazië.
Er bestaat weinig contact tussen de delen van Oceanië en 1984 suggereert dat de andere twee staten op door soortgelijke totalitaire ideologieën geregeerd worden als Oceanië. In Eurazië is het Neo-Bolsjewisme aan de macht terwijl Oost-Azië een ideologie heerst die men Doodsverering of Zelfvernietiging noemt (wellicht een verwijzing naar de zelfkritiek, een maoïstische indoctrinatiemethode). Het zou betekenen dat ook de oorlog maar om een enkele zaak gaat: macht. In Emanuel Goldsteins boek wordt verteld dat zelfs al zouden de drie in "echte" oorlog met elkaar zijn, het onmogelijk zou zijn om een van de superstaten echt te verslaan: Oceanië wordt verdedigd door de Atlantische en Stille oceaan, Eurazië door zijn immense landoppervlak en Oost-Azië door zijn vruchtbare bevolking, waardoor er altijd nieuwe soldaten klaarstaan.
Hierbij moet overigens worden aangemerkt dat alle informatie over de wereld buiten Londen en Luchtstrook 1 afkomstig is van de Partij (zelfs Goldsteins boek is afkomstig van O'Brien en dus de Denkpolitie). Dit betekent dat deze informatie per definitie niet betrouwbaar is. Julia suggereert dat de raketten afkomstig zijn van de Partij zelf, afgevuurd om de schrik erin te houden en de rantsoenering te rechtvaardigen, terwijl er wellicht helemaal geen oorlog is. Dit lijkt te ondersteund te worden door het feit dat de raketten altijd in proleswijken neerkomen en nooit op een van de vier Ministeries, terwijl voor een buitenlandse vijand de Ministeries waarschijnlijk juist een aantrekkelijk doelwit zijn. Wellicht beheerst de Partij inmiddels de hele wereld en wordt de oorlog gebruikt als rechtvaardiging voor het feit dat de economie en welvaart op zo'n laag pitje staan. Wellicht beheerst de Partij slechts de Britse Eilanden of alleen maar Groot-Brittannië, en wordt voor propagandadoeleinden de bevolking wijsgemaakt dat ze in een superstaat wonen die in oorlog is met andere superstaten. Het maakt allemaal niet uit want uiteindelijk is de waarheid slechts datgene wat de Partij als waarheid verkondigt.